# ディズニー・ハリウッド・ホテル
ディズニー・ハリウッド・ホテル(Disney's Hollywood Hotel)は香港ディズニーランド・リゾート内にあるディズニーホテルである。

## 概要
同類の香港ディズニーランド・ホテルとは違い、本ホテルは1930年代のハリウッド（ロサンゼルス）をイメージ（モデル）とし、2005年9月12日にオープンしたリゾートホテルである(ハリウッド・ホテル内のルールとして全室禁煙となっている)。
ディズニー・ハリウッド・ホテルには600以上の客室がある。キャラクターを使った内装の客室がある。パークである香港ディズニーランド付近の海沿いに立地し、プールも存在している。

## 施設

### プール
ピアノ・プール
地面がピアノの柄になっているプールがある。
ウォータースライダー
一般型のウォータースライダーである。

### 指定のパーク・エントランス
「マーベル アイアンマン・エクスペリエンス」や「ハイパースペース・マウンテン」などのアトラクションを優先的に乗れる優先券。

### エクスプレス・オンライン・チェックイン
宿泊するゲストが指定時間前にエントランスのディズニーキャストに予約(登録)した個人情報(電話番号など)を伝えれば、事前に鍵を貰える。ホテルのチェックイン混雑を解消するシステム。

## レストラン
- シェフ・ミッキー - ミッキーと触れ合える
- スタジオ・ラウンジ -
- ハリウッド＆ダイン - ハリウッド映画のような気分になれる

## 案内
- パーク内の混雑情報案内
- ダイニング、アクティビティ、ベビーシッティングサービスなどの予約手配
- 交通機関の情報案内や予約手配
- 香港ディズニーランド・リゾートのツアー、ショッピング、ダイニングについての案内
- 香港ディズニーランド・リゾートおよび近隣の観光案内
- 搭乗券の印刷
- 遺失物の保管
- 体に不自由があるゲストへの医療機器貸出し
- バケーションプランの過ごし方のご相談